# もがり笛
『もがり笛』（もがりぶえ）は、TBS系列の「木下恵介アワー」（当時：日産自動車一社提供）の第2作で、1967年 - 1968年に放送されたテレビドラマである。

## 放送データ
- 放送期間：1967年10月17日〜1968年1月9日
- 放送時間：毎週火曜 21:00 - 21:30
- 放送回数：13回
- 放送形態：モノクロフィルム作品

## キャスト

### 曽我家
- 曾我一平：江原真二郎
- 曾我清二郎（一平の父親）：野々村潔
- 曾我二郎（一平の弟）：有川博
- 葉子（一平の養女）：西尾三枝子
- おつね（一平の叔母）：宝生あやこ

### 大滝家
- 大滝彦太郎（芳彦の父親）：長浜藤夫
- 大滝芳彦：穂高稔
- 大滝園子（芳彦の妻）：中原ひとみ
- 大滝ジュンヤ（芳彦の弟）：富川激夫
- トメ（お手伝い）：近松麗江
- 宮子（芳彦の愛人）：吉行和子

### 一平の関係者
- 幸助（陶器の親方）：花沢徳衛
- 親方の妻：織賀邦江
- 菊江：赤座美代子
- 茂：竹脇無我
- お梅（茂の母親）：山辺潤子
- 雑貨屋・山文の女主人：望月優子
- 落合とも子：大森暁美
- 岩田先生：井川邦子
- 佐藤（警官）：山田禅二
- 佐藤の妻：寺島信子

### その他の出演者
- 市川寿美礼
- 大塚君代
- 瀬良明
- 梅津栄

## スタッフ
- 原作：G．エリオット「サイラス・マアナー」
- 企画・脚本：木下恵介
- 演出：川頭義郎、中新井和夫
- 音楽：木下忠司
- プロデューサー：山内静夫
- 制作：松竹、木下恵介プロダクション、TBS

## 主題歌
「もがり笛」
作詩：阪田寛夫 / 作曲・編曲：木下忠司 / 唄：坂本節夫